# Cemitério Judaico de Bad Mingolsheim
Cemitério Judaico de Bad Mingolsheim (em alemão:  Jüdische Friedhof Bad Mingolsheim) é um cemitério judaico em Bad Mingolsheim, distrito de Bad Schönborn, norte de Baden-Württemberg. O cemitério é um monumento cultural protegido por lei.
A comunidade judaica de Bad Mingolsheim sepultou seus mortos até 1878 no Cemitério Judaico de Obergrombach, quando o cemitério da comunidade foi aberto, sendo cercado por um muro de pedra. Contém atualmente 154 lápides (matzeva) e localiza-se na atual Konradin-Kreutzer-Straße. Sua área é de 24 ares. A mais antiga matzeva é de 1878 e a mais recente de 1939.
Além de judeus de Bad Mingolsheim também foram sepultados membros das comunidades de Malsch (Baden) e Östringen.

## Lembrança
No cemitério há uma placa comemorativa com a inscrição:

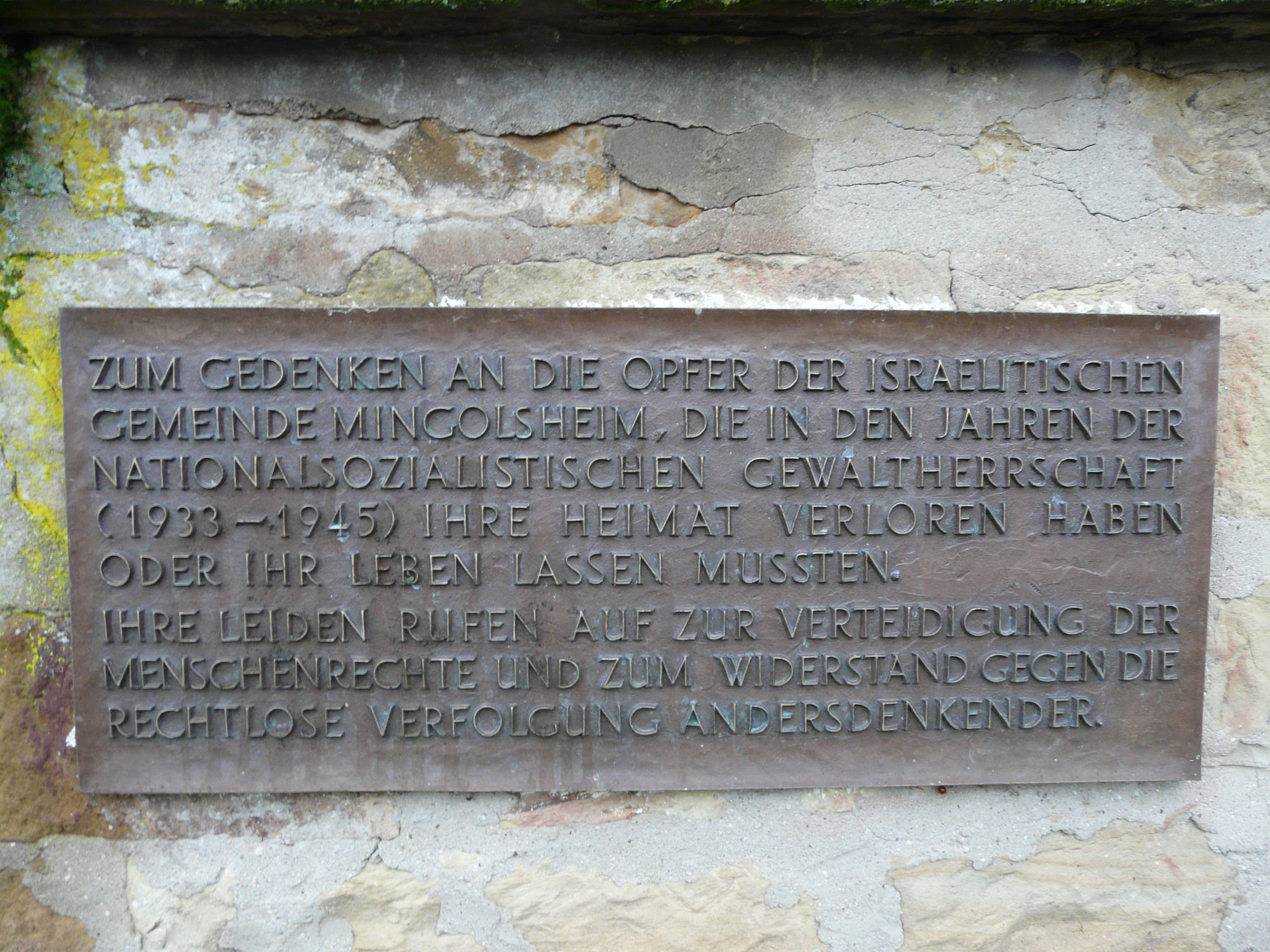
Placa comemorativa

„Zum Gedenken an die Opfer der israelitischen Gemeinde Mingolsheim, die in den Jahren der nationalsozialistischen Gewaltherrschaft (1933−1945) ihre Heimat verloren oder ihr Leben lassen mussten.
Ihre Leiden rufen auf zur Verteidigung der Menschenrechte und zum Widerstand gegen die rechtlose Verfolgung Andersdenkender.“